# Delphine Manivet
Delphine Manivet, née le 2 juillet 1976 à l'hôpital Saint-Roch de Nice est une créatrice de mode. C’est aussi la marque portant son nom.

## Biographie
Delphine Manivet grandit dans le Vieux-Nice. Sa mère, employée du Secours catholique, lui transmet son goût pour le vintage, dont elle s'inspirera pour réaliser ses créations. Mais ce sont ses deux grand-mères, une tricoteuse, l’autre couturière, qui lui apprennent les rudiments de l’aiguille. Très jeune, elle se destine à une carrière dans la mode. « C’est à cette période-là, quand je devais avoir 7 ans, que mon métier s’est dessiné, J’ai découvert grâce à ces femmes la dentelle, les matières précieuses, j’étais fascinée par les vieilles robes, les chemises de nuit couleur thé, les tissus passés, et j’adorais déguiser mes copines que j’enroulais de tissus… » raconte Delphine Manivet au magazine À Nous Paris.
À 21 ans, son goût pour la mode amène Delphine Manivet à quitter Nice pour Paris. Elle suit les cours de Mod’Spe. Pour financer l'institut supérieur spécialisé de la mode, elle devient vendeuse chez Chanel, puis chez Valentino à Monaco. Elle est diplômée en 2000.
Elle travaille plusieurs années comme styliste chez Rochas,.
En 2004, elle crée sa propre marque et monte son entreprise de confection. Elle se spécialise dans les robes de mariées. En quelques années, la créatrice devient l’un des grands noms du genre.
En mars 2015, Delphine Manivet est, pendant une émission, membre du jury de la télé-réalité Projet Fashion, un concours de stylistes diffusé sur D8.

## Marque
En 2005, avec un capital de départ de 20 000 euros, elle ouvre sa première boutique rue du Cherche-Midi. Ce petit budget l'oblige à restreindre sa première collection à cinq robes.

### Robes de mariées
C'est son propre mariage, en 2003, qui lui donne l’envie de créer les robes des mariées. « J'ai trouvé à l'époque qu'il n'y avait rien qui me correspondait. C'était soit trop meringue, soit les matières n'allaient pas », explique-t-elle chaque fois qu’un journaliste lui pose la question,.
Après avoir dessiné des robes pour ses amies, elle décide de monter son entreprise, elle a 30 ans,.

### Collaboration avec La Redoute
Avec la créatrice Delphine Manivet, La Redoute mise sur une ligne entièrement consacrée à l'univers de la mariée mais aussi à ses demoiselles d'honneur. Depuis 1969, La Redoute collabore avec de grands stylistes comme Karl Lagerfeld, Azzaro ou encore avec Rabih Kayrouz. La première collection Delphine Manivet baptisée « Couture » comprend une longue robe à taille empire, une robe bustier plus courte et une robe chasuble très sage. La deuxième lignée appelée « Bohème » propose une longue robe fluide recouverte de dentelle, une robe courte à manches soufflet décolletée dans le dos et un ensemble composé d'un sarouel et d'une blouse brodée.

### Abbot Kinney
En 2014, Delphine Manivet propose une robe entièrement made in France.

### La petite robe noire
Habituée des red-carpets, et notamment du Festival de Cannes, la créatrice se diversifie et lance une collection de robes du soir, en 2012.
Longue, courte, avec ou sans manche, Delphine Manivet revisite la pièce mythique des garde-robes : la petite robe noire. La styliste propose également quelques accessoires (une paire de boots en cuir et résille ou une pochette en cuir noir ornée d'un nœud),,,.

### Publication
- Pauline Mallat (préf. Loïc Prigent), Delphine Manivet : Rue du Faubourg Saint Honoré, Paris, HC, coll. « Art & culture », juin 2011, 192 p. (ISBN 978-2-35720-065-4, présentation en ligne)